# 1651 Behrens
Behrens (asteróide 1651) é um asteróide da cintura principal, a 2,0351706 UA. Possui uma excentricidade de 0,0662003 e um período orbital de 1 175,21 dias (3,22 anos).
Behrens tem uma velocidade orbital média de 20,17526255 km/s e uma inclinação de 5,07535º.
Esse asteróide foi descoberto em 23 de abril de 1936 por Marguerite Laugier.